# Le Meilleur de Tri Yann
Le Meilleur de Tri Yann est une compilation du groupe Tri Yann parue en 1996 et distribuée par Mercury Records.
L'album comprend vingt titres dont deux enregistrements publics extraits d'Anniverscène. Il est certifié « Disque d'or » le 6 mai 1996.

## Titres
| No  | Titre                                                              | Durée |
| --- | ------------------------------------------------------------------ | ----- |
| 1.  | Dans les prisons de Nantes (Tri Yann/Traditionnel)                 | 2:06  |
| 2.  | Le Soleil est noir (Tri Yann/Traditionnel)                         | 3:54  |
| 3.  | Les Filles des forges (Pilé-Menu) (Tri Yann/Traditionnel)          | 2:23  |
| 4.  | Princes qu'en mains tenez (Jean Meschinot/Tri Yann - Traditionnel) | 3:22  |
| 5.  | Complainte gallaise (Tri Yann/Traditionnel)                        | 3:03  |
| 6.  | Kiss the Children for me, Mary (Tri Yann/Traditionnel)             | 3:40  |
| 7.  | Complainte de Yuna Madalen (Tri Yann/Traditionnel)                 | 5:01  |
| 8.  | La Ville que j'ai tant aimée (Tri Yann - Phil Coulter)             | 3:55  |
| 9.  | Pelot d'Hennebont (Tri Yann - Traditionnel)                        | 3:15  |
| 10. | Si mort a mors (Anonyme/Tri Yann - Traditionnel)                   | 3:16  |
| 11. | Le Renard (Tri Yann - Traditionnel)                                | 3:52  |
| 12. | Kan Peoc'h (Traditionnel/Tri Yann)                                 | 2:25  |
| 13. | La Découverte ou l'ignorance (Morvan Lebesque - Tri Yann)          | 3:11  |
| 14. | Gwerz Jorj Courtois (Tri Yann - Traditionnel)                      | 3:21  |
| 15. | Dérobée de Guingamp (Traditionnel/Tri Yann)                        | 3:11  |
| 16. | Reel de Louis-Marie (Tri Yann)                                     | 3:08  |
| 17. | Les Filles de Redon (Traditionnel/Tri Yann)                        | 3:11  |
| 18. | Le Mariage insolite de Marie la Bretonne (Traditionnel/Tri Yann)   | 3:23  |
| 19. | Déjà mal mariée (Live 1985) (Tri Yann - traditionnel)              | 3:05  |
| 20. | La Jument de Michao (Live 1985) (Traditionnel/Tri Yann)            | 3:39  |